# Булычев, Виктор Алексеевич
Виктор Алексеевич Булычев (1913—1945) — лейтенант Рабоче-крестьянской Красной Армии, участник Великой Отечественной войны, Герой Советского Союза (1945).

## Биография
Виктор Булычев родился в 1913 году в Орле в семье служащего. В 1941 году окончил Орловский педагогический институт, после чего был призван на службу в Рабоче-крестьянскую Красную Армию. В 1943 году Булычев окончил Орловское танковое училище. С апреля того же года — на фронтах Великой Отечественной войны. К январю 1945 года гвардии лейтенант Виктор Булычев командовал батареей самоходных артиллерийских установок 393-го гвардейского самоходно-артиллерийского полка 12-го гвардейского танкового корпуса 2-й гвардейской танковой армии 1-го Белорусского фронта. Отличился во время освобождения Польши.
5 января 1945 года, действуя в передовых отрядах корпуса в районе города Сохачёв, батарея Булычева уничтожила крупнокалиберное орудие, 5 пулемётов и 15 автомашин, а также 1 железнодорожный эшелон. За эти бои Булычев был представлен к званию Героя Советского Союза. 21 апреля 1945 года он погиб в бою, похоронен на офицерском кладбище города Дембно.
Указом Президиума Верховного Совета СССР от 27 февраля 1945 года лейтенант Виктор Булычев посмертно был удостоен высокого звания Героя Советского Союза. Также был награждён орденами Ленина, Александра Невского, Отечественной войны 1-й степени и Красной Звезды. В память о Булычеве на здании Орловского педагогического института была установлена мемориальная доска.